# Индустријска област (Салерно)
Индустријска област је насеље у Италији у округу Салерно, региону Кампанија.
Према процени из 2011. у насељу је живело 8 становника. Насеље се налази на надморској висини од 445 м.